# 廣島HOME電視台
株式會社廣島HOME電視（日语：／ Kabushiki Gaisha Hiroshima Hōmu Terebi */?），通稱廣島HOME電視台，簡稱HOME，是日本的一家以廣島縣為放送地域的電視台。廣島HOME電視台開播于1970年12月1日，是廣島縣的第三家民營電視台及第一家UHF電視台。廣島HOME電視台是朝日電視台聯播網ANN的成員，呼號為JOGM-DTV，遙控器號碼是5頻道。

## 資本構成
下表列出2021年3月31日時廣島HOME電視台的主要股東:419：
| 資本金  | 發行股份總數 | 股東數 |
| ------- | ------------ | ------ |
| 5億日元 | 1,000,000股  | 58     |

| 股東                       | 持股數    | 比例   |
| -------------------------- | --------- | ------ |
| 朝日新聞社                 | 180,500股 | 18.05% |
| 全國共濟農業協同組合聯合會 | 070,000股 | 07.00% |
| 朝日電視控股               | 062,000股 | 06.20% |
| 毎日放送                   | 050,000股 | 05.00% |
| 廣島銀行                   | 050,000股 | 05.00% |
| 中國電力                   | 050,000股 | 05.00% |
| 檜山且典                   | 050,000股 | 05.00% |
| 日本經濟新聞社             | 049,000株 | 04.90% |

## 歷史

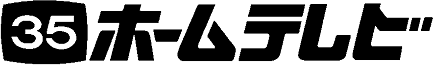
廣島HOME電視台在1970年至1986年使用的商標

1964年9月18日，廣島HOME電視台的前身「瀨戶內海放送」向郵政省提出設立廣島縣第三家民營電視台的申請。當時廣島縣有多達42家業者申請設立無線電視台，郵政省因此邀請時任廣島縣知事永野嚴雄出面統合這些申請:30。1969年11月18日，瀨戶內海放送獲得預備執照，並於同年12月25日舉辦創立總會，將公司名稱改為「廣島HOME電視台」:30。翌年廣島HOME電視台在廣島市白島北町購買總部用土地，並於3月動工修建總部大樓，9月23日竣工:32。1970年10月1日，廣島HOME電視台開始進行試播。同年12月1日早晨6時50分，廣島HOME電視台正式開播，播出的第一個節目是「ANN新聞」。開播之初，廣島HOME電視台的簡稱是UHT（UHF Hiroshima-Home TV）:32。
在1971年1月Video Research舉行的收視率調查中，廣島HOME電視台就取得全日6.3%、黃金時段12.3%的高收視率。同時廣島地區可收看UHF訊號電視的電視機數量也增加到超過54.4萬台:34。1971年度，廣島HOME電視台的營業額達13.45億日元:36。翌年度廣島HOME電視台的營業額增加到16.19億日元，增幅達20.4%，並實現0.23億日元的盈利，也是首次盈利:38。1973年1月收視率調查時，廣島HOME電視台的全日平均收視率達8.4%、黃金時段平均收視率達19.2%，在日本的UHF電視台中位居前列:38。廣島HOME電視台在1973年度的營業額超過20億日元，並實施了10%的股票分紅:40。
受到第一次石油危機後日本經濟成長減緩和新廣島電視台開播導致廣告競爭激化的影響，廣島HOME電視台的營業額增長速度在1970年代中期一度減緩:48。但在1978年度，廣島HOME電視台的營業額達32.48億日元，增長11.7%，再次實現10%以上的增長，並首次超過30億日元:50。廣島HOME電視台在1979年前往美國夏威夷州及中國四川省取材，加快國際化:50。1986年，廣島HOME電視台和美國KITV電視台簽訂姊妹台協議，成為其首個海外姊妹台:64。1990年，廣島HOME電視台和美國底特律WDTV電視台及加拿大蒙特利爾CFCF-DT電視台簽訂姊妹台協議:72。1997年，廣島HOME電視台和大邱廣播簽訂姊妹台協議。
在開播10週年的1980年，廣島HOME電視台舉辦了「大恐龍展」，並製作了一系列特別節目:52。1981年若望保祿二世訪問廣島時，廣島HOME電視台進行了全程轉播:54。同年度廣島HOME電視台營業額達42.99億日元，首次超過42億日元:56。1983年8月16日，廣島HOME電視台開始修建總部大樓新館:58，並於翌年7月竣工:60。這座建築高3層，建築面積1,194平方公尺:60。廣島電視台在1985年導入了企業識別，啟用了新商標，並將簡稱由UHT改為HOME:62。1987年2月，廣島HOME電視台工會成立:66。同年廣島HOME電視台的自製節目比例超過10%，達11.3%:66。1989年，廣島HOME電視台導入了衛星新聞轉播（SNG）車:70。
廣島HOME電視台在2000年啟用了吉祥物Poruporu。廣島HOME電視台自2006年10月1日開始播出數位電視訊號，並在2011年7月24日停止播出類比電視。2016年開始，廣島HOME電視台推出了PoruporuTV（ぽるぽるTV）服務，開始在網路播出自製節目。現在廣島HOME電視台更將部分原本在PoruporuTV播出的節目在無線電視上播出。

## 節目
廣島HOME電視台自1983年開始播出大型帶狀地方新聞節目《HOME電視新聞》（ホームテレビニュース）:58。現在廣島HOME電視台在平日傍晚播出的自製新聞資訊節目是《Mimiyori Live 5up！》，自2018年開始播出。
1983年，廣島HOME電視台開始在週六正午播出面向主婦的資訊節目《獨占廣島60分》（独占!ひろしま60分）:58。廣島HOME電視台自1986年開始播出時長30分的自製的帶狀資訊節目《清爽早晨》（さわやかモーニング）:66。1987年，該節目改名為《HOME新鮮早晨》，時長也延長為45分，獲得了10%以上的高收視率:66。現在廣島HOME電視台製作的大型資訊節目有在週六午後播出的《廣島挖掘Live Front Door》，以及週日上午播出的《這裡！Brand New》（ココ!ブランニュー）。
廣島HOME電視台曾製作過面向青年觀眾的深夜音樂節目《白島北町音樂俱樂部》:100。現在廣島HOME電視台在週二至週四和週六播出帶狀自製深夜綜藝節目板塊《夜夜電視》，包括HOME PoruporuTV（HOMEぽるぽるTV，週二播出）、《鯉魚道》（週三播出）、《戀愛之類》（週四播出）、《瀨戶內挑戰！STU48》（週六播出）四個節目。廣島HOME電視台長期轉播本地職棒球隊廣島東洋鯉魚的比賽:89-91。此外廣島HOME電視台自1971年開始持續轉播全國高等學校棒球錦標賽廣島縣預選賽的賽事:86。

## 外部連結
- HOME廣島HOME電視台 （页面存档备份，存于）
- YouTube上的HOMETV05頻道
- 廣島HOME電視台 5CH的X（前Twitter）
- 廣島HOME電視台的Facebook專頁
- 廣島HOME電視台主播的Instagram帳戶